# Cemitério de Eckington

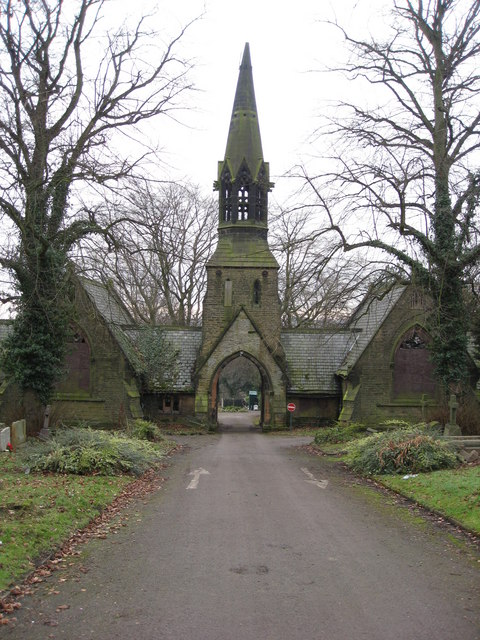
A capela do cemitério, listada como Grau II

O cemitério de Eckington é um cemitério em Eckington, Derbyshire, na Inglaterra. O cemitério serve Eckington, bem como às vilas próximas, como Mosborough e Ridgeway. O cemitério possui vários túmulos de guerra da Commonwealth.

## História
O cemitério está em uso desde o final de 1877; antes disso, os enterros ocorriam no cemitério da Igreja de São Pedro e São Paulo. O primeiro enterro foi para William Poole, o filho mais novo de Charles Poole de Mosborough. A capela localizada no cemitério está classificada como Grau II desde 1989.
O cemitério inclui os túmulos de quatro vítimas confirmadas da Primeira Guerra Mundial.
Em dezembro de 2008, dez moedas romanas foram descobertas perto do cemitério, apresentando evidências da colonização romana na área.